# チャールズ・ベネット (陸上選手)

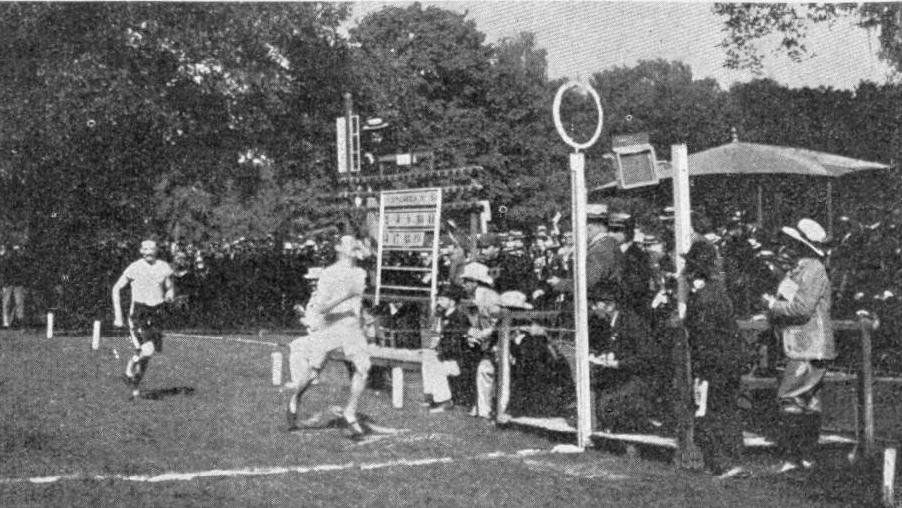
1900年パリオリンピックの1500m決勝で、アンリ・デロージュに先着したベネット

チャールズ・ベネット（Charles Bennett、1870年12月28日 - 1949年3月9日）は、イギリスの陸上競技選手。ベネットは、1900年パリオリンピック1500mの金メダリストであり、陸上競技で金メダルを獲得した最初のイギリス選手となった。

## 経歴
ベネットは、19世紀終盤のイギリスにおける中距離トップランナーの一人であった。1897年のAAA選手権4マイル、1899年、1900年のクロスカントリーで優勝している。
1900年には、イギリスの1マイルのタイトルを獲得しパリオリンピックの1500mの代表となる。この距離はベネットにとって不得手な距離であったが、レースでは終始リードを保ち、フランスのアンリ・デロージュを下し金メダルを獲得した。優勝タイムの4分6秒0は公式の世界記録と認定された。
1500mとともに、イギリス、オーストラリアの合同チームで望んだ5000m団体にも出場し、ベネットは2つめの金メダルを獲得する。10人が参加したこのレースでベネットはトップでゴールし、タイムの15分29秒2は同僚のジョン・リマー(John Rimmer)の記録を破る非公認の世界記録であった。彼は、最後に4000m障害に出場する、このレースではイギリスの3選手の争いとなり、ベネットは金メダルを獲得したリマーに10分の1秒及ばず銀メダルとなった。